# Stuart Tripp
Stuart Tripp (nascido em 13 de junho de 1970) é um ciclista paralímpico australiano.
Stuart representou a Austrália no ciclismo de estrada nos Jogos Paralímpicos de Verão de 2016, realizados no Rio de Janeiro, Brasil, onde conquistara a medalha de prata no contrarrelógio da categoria H5. Também disputou as Paralimpíadas de Londres 2012 e ficou duas vezes entre os dez primeiros colocados.

## 2012

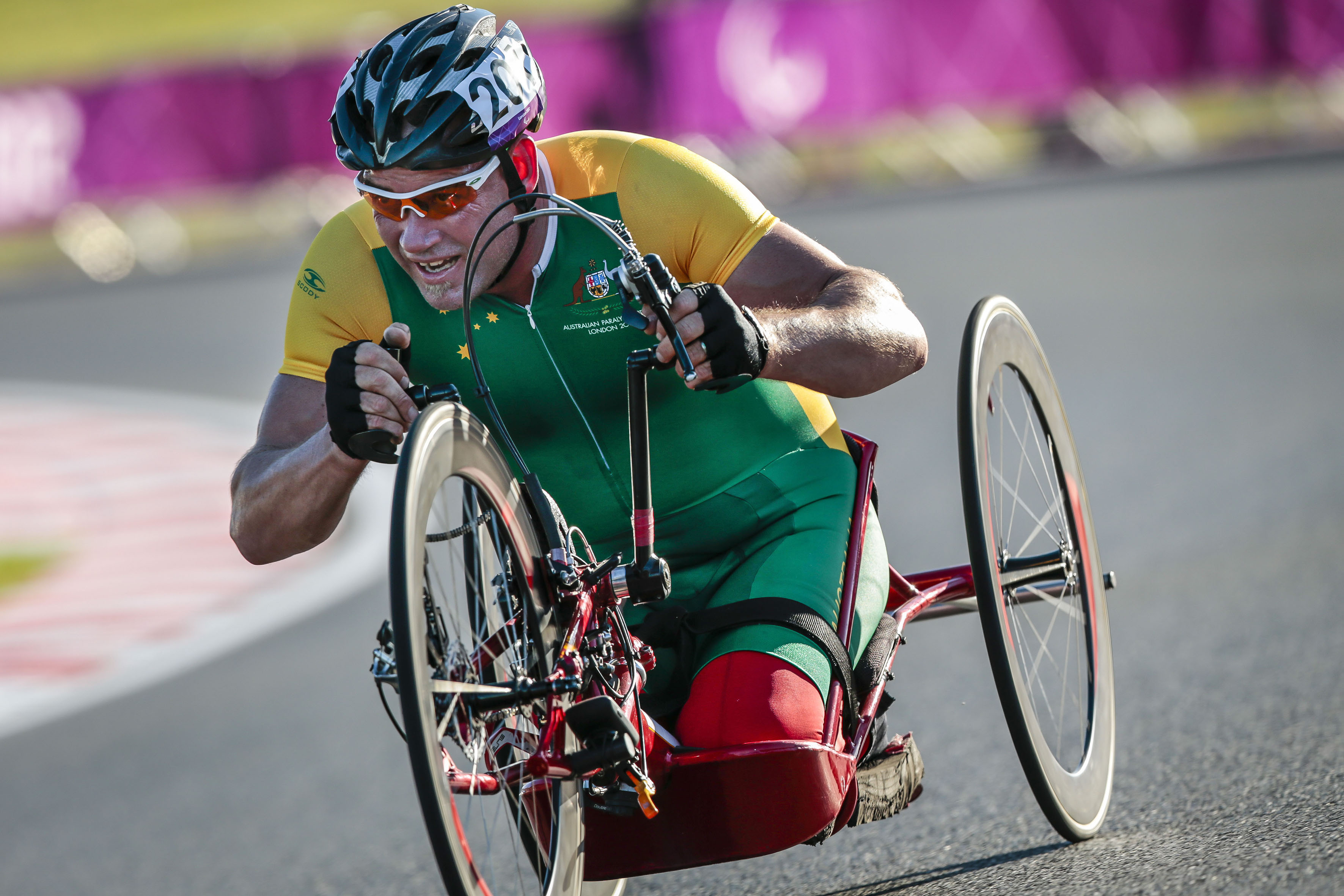
Stuart Tripp em uma competição das Paralimpíadas de Londres, em 2012.